# Университетская типография
Типография Московского университета была основана по сенатскому указу 5 (16) марта 1756 и открыта 26 апреля (7 мая) 1756 года.
По замыслу основателей Московского университета было решено «зделать типографию и книжную лавку, в которой происходимые университетских писателей книги печататься и продаваться в общую пользу могли» . Первым изданием, выпущенным типографией университета, была газета «Московские ведомости». Здесь же печатался журнал «Полезное увеселение» М. М. Хераскова. Известность получили «Музыкальный журнал» Х. Вевера и «Сельскохозяйственный журнал» Х. Ридигера. Помимо этого печатались учебники, речи и доклады профессоров, программы, учебно-методическая литература. В течение первых двух десятилетий было напечатано 960 названий книг, из них 105 учебников, 85 богословских трудов; напечатано 54 произведения русской художественной литературы: сочинения М. В. Ломоносова, И. Ф. Богдановича, Д. И. Фонвизина и др.
В настоящее время историческое здание типографии не имеет отношения к Московскому университету; Издательский дом (типография) Московского университета теперь располагаются в двух зданиях: на Моховой улице и на Воробьёвых горах. В здании бывшей типографии теперь находится президиум Союза театральных деятелей Российской Федерации. 

## История университетской типографии
Первоначально типография размещалась в купленном для Московского университета здании на Моховой улице (1756—1757). Затем была переведена в дом у Воскресенских ворот (1757—1789), потом — в здание университетского благородного пансиона в Газетном переулке (1789—1811). С 1811 года она находилась в «доме Власова» на Страстном бульваре.
При университетской типографии, открывшейся в 1756 года имелась книжная лавка и словолитня (с 1757). К моменту открытия типография располагала шрифтами, машинами, 60 пудами литер из Петербургской академии наук; из Санкт-Петербурга также был прислан наборщик с двумя учениками. В качестве рабочих после специального обучения к типографии были приписаны солдатские дети Бутырского полка.
В 1779 году М. М. Херасков, куратор Московского университета, предложил Н. И. Новикову взять в аренду университетскую типографию. В то время университетская типография помещалась на втором этаже над Воскресенскими воротами. Типография была передана в аренду Новикову сроком на 10 лет — с 1 мая 1779 по 1 мая 1789 года с ежегодной оплатой в 4500 рублей. Он значительно расширил её и менее чем за три года напечатал в ней больше книг, чем сколько вышло из неё за 24 года её прежнего существования. Типография в этот период стала лучшим печатным заведением не только в России, но и в Европе. Уже в первый год вышло сорок пять изданий, в том числе «Эмиль и София» Жан-Жака Руссо, комедии М. М. Хераскова, полное собрание сочинений А. П. Сумарокова, учебники по различным дисциплинам; через два года число изданий достигло 73 названий, среди них:
- Комедии / Из театра господина Мольера; Переведенные Иваном Кропотовым. — [Москва]: Печатано при Императорском Московском университете, [1760].
- Безбожник: Героическая комедия / Михайла Хераскова. Представлена в первой раз июля 10 дня 1761 года на Российском Московском театре. — [Москва]: Печатана при Императорском Московском университете, 1761. — 28 с.
- Теоретическая и практическая арифметика, в пользу и употребления юношества, собранное из разных авторов магистром Дмитрием Аничковым. — Москва, 1764. — Москва: Печатана при Московском Университете. — 217 с. (Оцифрованная копия НЭБ).
- Дильтей Ф. Г. Азбука греческая: В пользу российского юношества. — Москва: Печ. при Имп. Моск. ун-те, 1768. — 56 с.

- Левшин Г. А. Слово при обращении раскольников в Московском большом Успенском соборе, проповеданное Святейшего правительствующего Синода конторы и Комиссии предохранения и врачевания членом: (что ныне синодальный член оного собора.) протоиереем Александром Георгиевичем Левшиным. Сентября 21 дня 1774 году. — Москва: В Университетской типографии у Н. Новикова, 1782.
- Ф. Г. Дильтей Начальныя основания вексельнаго права
- И. В. Лопухин Разсуждение о злоупотреблении разума некоторыми новыми писателями, и опровержение их вредных правил

В университетской типографии Новиков печатал и свой журнал «Утренний свет» и единственную в то время московскую газету «Московские ведомости», выпускавшуюся с первых месяцев работы типографии. Вместе с «Московскими ведомостями» регулярно выходили бесплатные приложения, в том числе: «Экономический магазин», который редактировал А. Т. Болотов; «Детское чтение для сердца и разума», которое редактировали Н. М. Карамзин и А. А. Петров. Новиков печатал здесь и масонский журнал «Вечерняя заря» (1782). Аренда Новикова была прекращена в 1788 году высочайшим повелением императрицы Екатерины II до истечения срока и без права возобновления.
Типография приносила Московскому университету доход, который использовался на учебные и научные цели. Почти половину этого дохода составляли суммы за подписку на газету «Московские ведомости» и публикацию в ней объявлений; доход в XVIII в. составлял от 4,5 до 9 тыс. рублей в год (по другим источникам — 23 тыс. рублей), в 1-й половине XIX в. — свыше 40 тыс. рублей серебром ежегодно. 40—45% этой суммы составляла плата за подписку на газету «Московские ведомости» и публикацию в ней объявлений. Финансовые соображения побуждали сдавать типографию время от времени в аренду частным лицам: с 1770-х гг. до 1806 года, в 1863—1908 годах и 1913 году. Самыми известными арендаторами типографии были Н. И. Новиков, М. Н. Катков и П. М. Леонтьев.
В начале XIX века на книгах, выпускаемых типографией значилось: «В Университетской типографии у Христофора Клаудия» (см. Т. Н. Борисполец Стихотворения), «В Университетской Типографии у Любия, Гария и Попова» (см. «Дорожный календарь»). В это время типография находилась в здании университетского благородного пансиона — на углу Тверской улицы и Успенского переулка (который по находившейся здесь лавке уже в 1820-х годах получил название Газетного). Типография имела свой типографский знак — прописные буквы «Т. М. У.», заключённые в овальную рамку. Знак ставился на обороте титульного листа. При типографии находилась библиотека, формировавшаяся из изданий Московского университета, а также из литературы, выписанной для подготовки к печати «Московских ведомостей» и журналов.
В 1806—1863 гг. типография подчинялась Правлению университета. На титулах всех изданий помещалась марка «И. М. У. Т.» (Императорского Московского университета типография). Доходы от изданий являлись одним из главнейших источников, позволявших университету поддерживать преподавание и научную деятельность на должной высоте. На эти доходы была построена астрономическая обсерватория и приобретены астрономические инструменты, построен анатомический театр, создана первая химическая лаборатория, куплено «новое» здание университета…. Из тех же сумм университет истратил 218 тыс. рублей на публичную библиотеку и Румянцевский музей, постройку 4-й гимназии, Дворянского института. В 1830—1840 гг. до 145 тыс. рублей было передано в Военное министерство и Министерство народного просвещения.
За эти годы типография значительно расширила свою деятельность, оборудование было пополнено новыми типографскими машинами, построен новый каменный корпус по ул. Большая Дмитровка. В 1806 году были приняты Правила для производства дел типографии Московского университета (пересмотрены в 1851). Во главе типографии стоял начальник, в число сотрудников входили его помощник, фактор, издатель политических ведомостей с помощником, корректоры, рабочие, смотрители за рабочими. Сотрудники — чиновники часто набирались из выпускников университета. Треть рабочего состава в XVIII — первой половине XIX вв. происходила из крепостных (сыновья приписанных к типографии рабочих), остальные были выходцами из духовного звания, дети чиновников, вольноотпущенные крестьяне, мещане. Число мастеровых в конце 1750-х гг. — 78 человек, в первой половине XIX в. — от 158 до 170 человек.
В XIX в. совершенствовалась техническая база типографии. Росло количество печатных станков: в 1794 году их было 10, в 1811 году — 24, в 1833 году — 34, в 1849 году  — 26. Университетская типография первой в Москве открыла отделение плоской печати (1822). В 1836 году были приобретены две скоропечатные машины, в 1849 году в типографии было уже шесть машин. В 1865 году появились паровые двигатели, заменившие рабочих-вертельщиков. По размерам производства типография Московского университета выделялась среди подобных учреждений города. Из напечатанных в ведомственных типографиях Москвы за 1800—1850 гг. шести тысяч названий книг и журналов две трети вышло из университетской типографии. В этот период она занимала первое место в стране по количеству печатной продукции.
В 1863 году Совет университета, принимая во внимание, что содержание типографии стало грозить убытками, постановил передать в аренду и типографию и издававшиеся в них «Московские Ведомости». Арендаторами были Советом выбраны профессора М. Н. Катков и П. М. Леонтьев; контракт с ними был подписан 8 апреля 1863 года, а в 1875 году контракт был перезаключён ещё на 12 лет. В дальнейшем арендаторами типографии и газеты становились Петровский и В. А. Грингмут.
С момента сдачи типографии в аренду (в 1863) университет фактически лишился всех, получаемых ранее от типографии доходов, а вся арендная плата полностью стала поступать в смету доходов Министерства народного просвещения. В 1906—1912 гг. типография после длительной аренды временно возвратилась в ведение Совета и Правления университета, однако в 1913 году вновь была отдана в аренду в связи с ростом долгов и невозможностью её содержания со стороны администрации.
После революции 1917 года типография на долгое время прекратила свою работу.

## История комплекса зданий университетской типографии
Комплекс зданий университетской типографии был расположен на углу Большой Дмитровки (д. 34) и Страстного бульвара (д. 10).
В настоящее время комплекс включает здания трёх различных эпох. В XVII веке здесь располагалось несколько усадеб, но после 1730-х годов осталось две — Талызиных и Власовых.
В 1760-х годах на участке Власовых появился каменный дом, выходивший на проезд Белого города. В 1811 году усадьба Власовых была приобретена для Университетской типографии. Вместо сгоревшего в 1812 году корпуса в 1816—1817 годах по проекту Н. П. Соболевского при участии Ф. О. Бужинского был построен дом в стиле ампир — Редакторский корпус. Здание получило строгие, утяжелённые формы, рустованный нижний этаж с характерными масками в замковых камнях окон, с лепными декоративными вставками над окнами второго этажа, фасад был отмечен портиком с 6 мощными полуколоннами. 

Главный корпус по бульвару в два этажа, с антресолями и двумя заворотами во двор, один в два этажа, а другой в три, построен в 1817 году… Над одним из заворотов сего корпуса в 1830 году надстроен третий этаж, сделана каменная лестница… В нижнем этаже сего корпуса помещаются: книжная лавка о 3 комнатах, раздаточная лавка с магазинами для хранения бумаги и книг в 6 комнатах, и две кухни для живущих в сем корпусе чиновников; в верхнем этаже и антресолях помещаются квартирами чиновники типографии…
— Отчет о состояниях и действиях Императорского Московского университета за 1835/6 академический и 1836 гражданский годы.
Университетская книжная лавка в 1806—1812 годах арендовалась Иниховым, Базуновым, Переплётчиковым. Однако после пожара 1812 года её по конкурсу выиграл А. С. Ширяев; его лавку посещал А. С. Пушкин. На втором этаже корпуса располагалась и квартира редактора «Московских ведомостей» князя П. И. Шаликова.
В 1818 году была присоединена усадьба Талызиных. На месте пострадавших в пожаре 1812 года зданий к 1822 году по проекту архитектора Д. Г. Григорьева был построен  Типографский корпус. «Вообразите длинную залу, в коей в удивительном порядке расположены стены типографии, кассы наборщиков, конторки для корректоров и других чиновников. Литеры разных шрифтов для языков: российского, немецкого, латинского, французского, английского, итальянского, греческого, еврейского и арабского; скорость, чистота и исправность, с какой печатаются здесь книги, журналы и проч., заслуживают внимания», — так описывался корпус в 1831 году. Его протяжённый фасад в средней части пластически выделен тяжёлым венчающим карнизом и лепным фризом, а окна имеют арочные завершения с вписанными в них декоративными раковинами, боковые крылья оформлены рустом. В нижнем этаже находились наборная и тередорная палаты, в верхнем — контора и корректорская.
В 1841 году в отчёте университета указывалось: «Университетская типография <…> имеет шесть каменных жилых корпусов, крытых железом. 1-й Главный корпус по бульвару в два этажа  с антресолями…».
Во время Великой Отечественной войны в центр типографского комплекса попала бомба, не повредив самых ценных зданий, среди которых каменные одноэтажные палаты конца XVII века, располагавшиеся во дворе. Их обнаружили реставраторы, когда в 1960-х годах здания университетского типографского комплекса были отданы под Всероссийское театральное общество (ВТО). В 1966 году был создан проект, сохранявший полуразрушенные палаты, однако он не был реализован. Несмотря на то, что они были отнесены к объектам культурного наследия (памятников истории и культуры) федерального значения, после 2003 года были ликвидированы, а на их месте возведён бетонный «новодел», где ныне расположен фитнес-центр